# Dani Martín Fernández
Daniel Martín Fernández (Gijón, Asturias, 8 de julio de 1998) es un futbolista español que juega de portero en el C. D. Tenerife de la Primera Federación. Es hijo de Miguel Martín, exfutbolista y entrenador del U. D. Gijón Industrial.

## Trayectoria
Comenzó a jugar en el fútbol base de la Escuela Municipal de Lanzarote cuando su padre, Miguel Martín, era futbolista de la Unión Deportiva Lanzarote, hasta que su familia regresó a Gijón, pasando entonces al equipo alevín del Veriña Club de Fútbol. En su primer año como cadete pasó al Real Sporting de Gijón. En la temporada 2016-17 debutó en Tercera División con el Real Sporting de Gijón "B" y consiguió un ascenso a Segunda División B. Además, fue el portero menos goleado del grupo 2 de la categoría, con catorce tantos encajados en los treinta partidos que jugó. Durante la siguiente campaña, se estrenó con el primer equipo del Sporting en un partido correspondiente a la tercera ronda de la Copa del Rey disputado frente al C. D. Numancia de Soria el 19 de septiembre de 2017.
El 18 de julio de 2019 se anunció su traspaso al Real Betis Balompié a cambio de 5 millones de euros. Tras dos temporadas en el conjunto verdiblanco, en julio de 2021 fue cedido al Málaga C. F. Regresó al club una vez finalizó el préstamo y permaneció hasta su salida al F. C. Andorra en julio de 2023. Allí estuvo un año y en julio de 2024 fichó por el C. D. Eldense. En este equipo también estuvo una sola temporada, en la que disputó 25 encuentros, y en junio de 2025 se unió al C. D. Tenerife.

## Selección nacional
Ha sido internacional con España en las categorías sub-16, sub-17, sub-19 —con la que participó en 2017 en la ronda élite del Campeonato de Europa— y sub-20.

## Estadísticas
Actualizado al último partido disputado el 25 de mayo de 2025.
| Club                                | Div.          | Temporada     | Liga  | Liga  | Copas nacionales | Copas nacionales | Copas internacionales | Copas internacionales | Total | Total |
| Club                                | Div.          | Temporada     | Part. | Goles | Part.            | Goles            | Part.                 | Goles                 | Part. | Goles |
| ----------------------------------- | ------------- | ------------- | ----- | ----- | ---------------- | ---------------- | --------------------- | --------------------- | ----- | ----- |
| Real Sporting de Gijón "B" · España | 3.ª           | 2016-17       | 36    | 0     | —                | —                | —                     | —                     | 36    | 0     |
| Real Sporting de Gijón "B" · España | 2.ª B         | 2017-18       | 37    | 0     | —                | —                | —                     | —                     | 37    | 0     |
| Real Sporting de Gijón "B" · España | Total club    | Total club    | 73    | 0     | 0                | 0                | 0                     | 0                     | 73    | 0     |
| Real Sporting de Gijón · España     | 2.ª           | 2017-18       | 0     | 0     | 1                | 0                | —                     | —                     | 1     | 0     |
| Real Sporting de Gijón · España     | 2.ª           | 2018-19       | 4     | 0     | 5                | 0                | —                     | —                     | 9     | 0     |
| Real Sporting de Gijón · España     | Total club    | Total club    | 4     | 0     | 6                | 0                | 0                     | 0                     | 10    | 0     |
| Real Betis Balompié · España        | 1.ª           | 2019-20       | 6     | 0     | 2                | 0                | —                     | —                     | 8     | 0     |
| Real Betis Balompié · España        | 1.ª           | 2020-21       | 0     | 0     | 0                | 0                | —                     | —                     | 0     | 0     |
| Málaga C. F. · España               | 2.ª           | 2021-22       | 28    | 0     | 0                | 0                | —                     | —                     | 28    | 0     |
| Málaga C. F. · España               | Total club    | Total club    | 28    | 0     | 0                | 0                | 0                     | 0                     | 28    | 0     |
| Real Betis Balompié · España        | 1.ª           | 2022-23       | 0     | 0     | 0                | 0                | 0                     | 0                     | 0     | 0     |
| Real Betis Balompié · España        | Total club    | Total club    | 6     | 0     | 2                | 0                | 0                     | 0                     | 8     | 0     |
| F. C. Andorra · Andorra             | 2.ª           | 2023-24       | 16    | 0     | 0                | 0                | ―                     | ―                     | 16    | 0     |
| F. C. Andorra · Andorra             | Total club    | Total club    | 16    | 0     | 0                | 0                | 0                     | 0                     | 16    | 0     |
| C. D. Eldense · España              | 2.ª           | 2024-25       | 22    | 0     | 3                | 0                | ―                     | ―                     | 25    | 0     |
| C. D. Eldense · España              | Total club    | Total club    | 22    | 0     | 3                | 0                | 0                     | 0                     | 25    | 0     |
| C. D. Tenerife · España             | 1.ª F         | 2025-26       | 0     | 0     | 0                | 0                | ―                     | ―                     | 0     | 0     |
| C. D. Tenerife · España             | Total club    | Total club    | 0     | 0     | 0                | 0                | 0                     | 0                     | 0     | 0     |
| Total carrera                       | Total carrera | Total carrera | 149   | 0     | 11               | 0                | 0                     | 0                     | 160   | 0     |
| 1.                                  |               |               |       |       |                  |                  |                       |                       |       |       |

## Palmarés

### Campeonatos nacionales
| Título           | Club                       | País   | Año  |
| ---------------- | -------------------------- | ------ | ---- |
| Tercera División | Real Sporting de Gijón "B" | España | 2017 |

### Campeonatos internacionales
| Título          | Club                      | País   | Año  |
| --------------- | ------------------------- | ------ | ---- |
| Eurocopa sub-21 | Selección española sub-21 | Italia | 2019 |

### Distinciones individuales
| Distinción                  | Año  |
| --------------------------- | ---- |
| Once de oro de Fútbol Draft | 2019 |